# 奥马尔·邦戈大学
奥马尔·邦戈大学（法語：Université Omar-Bongo），是位于非洲国家加蓬首都利伯维尔的一所公立综合性大学。

## 校史沿革
加蓬共和国高等教育的历史可以追溯到独立前的1959年，当时，法国在包括加蓬在内的法属赤道非洲成立了中部非洲高等教育基金会，以促进当地高等教育的萌芽；1960年，加蓬脱离法兰西殖民帝国独立，该国首座大学加蓬国立大学（法語：Université nationale du Gabon）于1970年8月12日成立，学校的成立结束了加蓬对邻近国家及法国高等教育资源的依赖。1978年，加蓬总统哈吉·奥马尔·邦戈决定以自己的名字将国立大学重新命名为奥马尔·邦戈大学，其校名及建制延续至今。在1986年马苏库科技大学成立以前，邦戈大学一直是加蓬唯一的大学。

## 现况
作为加蓬成立最早、规模最大的高等院校，奥马尔·邦戈大学共招收了3万余名本科生及研究生，并拥有数个系所，所设专业涵盖了社会科学及自然科学类学科；学校还与中华人民共和国天津外国语大学共建了孔子学院等培训机构；但空间狭小、设备欠缺、学生暴动等问题也使得其受到不少批评。